# Gennadi Lalijew
Gennadi Kasbekowitsch Lalijew (kasachisch Геннадий Казбекович Лалиев; * 30. März 1979 in Zchinwali) ist ein kasachischer Ringer, der auch für Russland startete und ossetischer Herkunft ist. Er gewann bei den Olympischen Spielen 2004 in Athen eine Silbermedaille im freien Stil im Weltergewicht.

## Werdegang
Gennadi Lalijew begann als Jugendlicher 1989 mit dem Ringen. Er stammt aus einer ossetischen Ringerfamilie. Sein Bruder Wadim Lalijew gehört wie er zur absoluten Spitzenklasse der Freistilringer. Er konzentrierte sich voll auf den freien Stil und hatte bereits 1994 als 15-Jähriger seinen ersten großen Erfolg, als er für Russland startend in Frankfort in der Gewichtsklasse bis 76 kg Körpergewicht (KG) Juniorenweltmeister (Cadets = Altersgruppe bis zum 16. Lebensjahr) wurde.
Im Jahre 1995 wiederholte er diesen Titelgewinn und wurde zum zweiten Mal Juniorenweltmeister, diesmal in der Gewichtsklasse bis 83 kg KG. Schließlich wurde er im Jahre 1997 in Istanbul Junioreneuropameister in der Gewichtsklasse bis 76 kg KG vor İbrahim Katkıcı, Türkei und Taimuras Lobschanidse, Georgien.
Wegen der ungemein starken Konkurrenz in Russland entschied sich Gennadi Lalijew im Jahre 1999 ab sofort für Kasachstan zu starten. Er wurde in Almaty ansässig und trainierte dort mit Alan Techow und Tusibchan Saichanow. Außerdem absolvierte er eine Trainerausbildung, so dass er nach dem Ende seiner Laufbahn in das Traineramt einsteigen kann.
Im Jahre 1999 belegte er dann, schon für Kasachstan startend, bei der Asienmeisterschaft in Taschkent im Weltergewicht hinter Ruslan Kinchagov aus Usbekistan und Nurbek Isabekow aus Kirgisistan den 3. Platz. Bei der Weltmeisterschaft dieses Jahres in Ankara verlor er nach zwei Siegen gegen Alik Musajew aus der Ukraine knapp nach Punkten und kam deshalb nur auf den 13. Platz.
Im Jahre 2000 qualifizierte er sich bei mehreren Turnieren für die Teilnahme an den Olympischen Spielen in Sydney. U.a. rang er dabei auch in Leipzig, wo er den 2. Platz hinter seinem russischen Landsmann Nasir Gadžihanov, der in Leipzig für Mazedonien am Start war, belegte. In Sydney gelangen ihm im Weltergewicht zunächst Siege über Tümen-Öldsiin Mönchbajar aus der Mongolei und Pejman Dorostkar aus dem Iran, ehe er in seinem dritten Kampf gegen Brandon Slay aus den Vereinigten Staaten verlor. Ein weiterer Sieg über Ruslan Kinchagov brachte ihn dann nur mehr auf den 4. Platz, womit er die Bronzemedaille knapp verfehlte.
Bei der Weltmeisterschaft 2001 in Sofia schied Gennadi Lalijew nach einer Niederlage gegen Árpád Ritter aus Ungarn und einem Sieg über Almasbek Ergeschow aus Kirgisistan dem damaligen Reglement entsprechen schon früh aus und erreichte nur den 18. Platz. Weitaus besser erging es ihm bei der Weltmeisterschaft 2002 in Teheran, wo er im Weltergewicht mit zwei Siegen und einer Niederlage erneut nur knapp eine Medaille verfehlte und den 4. Platz belegte.
Den 4. Platz belegte er auch bei den Asienmeisterschaften 2003 in Neu-Delhi. Er gewann aber im gleichen Jahr bei der Weltmeisterschaft in New York seine erste Medaille bei den Senioren. Er besiegte dort u. a. den Olympiasieger im Leichtgewicht von 2000 Daniel Igali aus Kanada und den starken Ungarn Árpád Ritter, ehe er im Halbfinale gegen Murad Hajdarau aus Belarus verlor. Im Kampf um die Bronzemedaille besiegte er dann Madi Habibi aus dem Iran nach Punkten.
Zum Höhepunkt seiner ringerischen Laufbahn wurden dann die Olympischen Spiele 2004 in Athen. Im Weltergewicht besiegte er Nathanael Ackerman, Großbritannien, Araik Geworgjan aus Armenien, Joe E. Williams aus den Vereinigten Staaten u. Iván Fundora aus Kuba und stand dort im Finale gegen den Superringer Buwaissar Saitijew aus Russland. Er verlor diesen Kampf klar mit 0:3 Runden und 0:7 techn. Punkten, hatte aber die Silbermedaille sicher.
Nach Athen wechselte Gennadi Lalijew in das Mittelgewicht (Klasse bis 84 kg KG), um dem ewigen Abtrainieren zu entgehen. In dieser Gewichtsklasse konnte er aber nur noch bei den Asienspielen 2006 in Almaty mit dem 3. Platz eine Medaille gewinnen. Bei der Weltmeisterschaft 2007 in Baku verlor er nach zwei Siegen gegen den Türken Serhat Balcı und kam damit auf den 12. Platz. Im Jahre 2008 gelang es ihm sich durch einen 2. Platz beim Qualifikationsturnier in Warschau noch einmal für die Olympischen Spiele in Peking zu qualifizieren. In Peking verlor er aber gleich seinen ersten Kampf gegen Zaurbek Soxiyev aus Usbekistan und kam in der Endabrechnung auf den 13. Platz.

## Internationale Erfolge
| Jahr | Platz  | Wettbewerb                                             | Gewichtsklasse | |
| 1994 | 1.     | Junioren-WM (Cadets) in Frankfort/USA                  | bis 76 kg KG   | vor Sujeet Maan, Indien u. Narinbek Durbolan, Kirgisistan |
| 1995 | 1.     | Junioren-WM (Cadets)                                   | bis 83 kg KG   | vor Boris Tujew, Armenien u. Taşkın Özkale, Türkei |
| 1997 | 1.     | Junioren-EM in Istanbul                                | Welter         | vor İbrahim Katkıcı, Türkei, Taimuras Lobschanidse, Georgien u. Felix Polianidis, Griechenland |
| 1999 | 3.     | Asienmeisterschaft in Taschkent                        | Welter         | hinter Ruslan Kinchagov, Usbekistan u. Nurbek Isabekow, Kirgisistan, vor Massoud Jamshidi, Iran |
| 1999 | 13.    | WM in Ankara                                           | Welter         | mit Siegen über Nurbek Isabekow u. Lazaros Loizidis, Griechenland u. einer Niederlage gegen Alik Musajew, Ukraine                                                                                              |
| 2000 | 1.     | Olympia-Qualifikationsturnier in Minsk                 | Welter         | vor Ruslan Kinchagov, Árpád Ritter, Ungarn u. Radosław Horbik, Polen |
| 2000 | 2.     | Olympia-Qualifikationsturnier in Leipzig               | Welter         | hinter Nasir Gadžihanov, Mazedonien, vor Ruslan Kinchagov, Marcin Jurecki, Polen u. Rodion Kertanti, Slowakei                                                                                                  |
| 2000 | 13.    | Olympia-Qualifikationsturnier in Tokio                 | Welter         | Sieger: Árpád Ritter vor Rodion Kertanti u. Kunihiko Obata, Japan |
| 2000 | 4.     | OS in Sydney                                           | Welter         | mit Siegen über Tümen-Öldsiin Mönchbajar, Mongolei u. Pejman Dorostkar, Iran, einer Niederlage gegen Brandon Slay, USA u. einem Sieg über Ruslan Kinchagov                                                     |
| 2001 | 2.     | Ostasienspiele in Osaka                                | Welter         | hinter Moon Eui-jae, Südkorea, vor Kunihiko Obata u. Baltaja Batschuluun, Mongolei |
| 2001 | 18.    | WM in Sofia                                            | Welter         | nach einer Niederlage gegen Árpád Ritter u. einem Sieg über Almasbek Ergeschow, Kirgisistan |
| 2002 | 4.     | WM in Teheran                                          | Welter         | mit Siegen über Magomedali Gadschilalow, Usbekistan u. Bagratuni Baragjan, Armenien u. einer Niederlage gegen Mehdi Hajizadeh Jouibari, Iran                                                                   |
| 2002 | 5.     | Asienspiele in Busan                                   | Welter         | hinter Cho Byung-kwan, Südkorea, Jussuf Abdussalomow, Tadschikistan, Mehdi Hajizadeh Jouibari u. Si Riguleng, China                                                                                            |
| 2003 | 4.     | Asienmeisterschaft in Neu-Delhi                        | Welter         | hinter Jussuf Abdussalomow, Ramazan Zadeh, Iran u. Sujeet Maan, Indien |
| 2003 | 3.     | WM in New York                                         | Welter         | mit Siegen über Nathanael Ackerman, Großbritannien, Talant Jekschenow, Kirgisistan, Daniel Igali, Kanada und Árpád Ritter, einer Niederlage gegen Murad Hajdarau, Belarus u. einem Sieg über Hadi Habibi, Iran |
| 2003 | 1.     | Asiencup in Almaty                                     | Welter         | vor Jalal Latifi, Iran, und Tschuluundawaagiin Mönchbajar, Mongolei |
| 2004 | 2.     | "Iwan-Jarigin"-Turnier in Krasnojarsk                  | Welter         | hinter Ruslan Kokajew, Russland, und vor Sergei Witkowski, Russland, und Magomed Issagadschijew, Kasachstan |
| 2004 | Silber | OS in Athen                                            | Welter         | mit Siegen über Nathanael Ackerman, Araik Geworgjan, Armenien, Joe E. Williams, USA, und Iván Fundora, Kuba, und einer Niederlage gegen Buwaissar Saitijew, Russland                                           |
| 2005 | 3.     | "Alexander-Medwed"-Turnier in Minsk                    | Mittel         | hinter Saschid Saschidow, Russland, und Magomed Kuruglijew, Kasachstan, gemeinsam mit Wiktor Mucha, Ukraine |
| 2006 | 5.     | "Iwan-Jarigin"-Turnier in Krasnojarsk                  | Mittel         | hinter Adam Saitijew, Schirwani Muradow, Georgi Ketojew und Novruz Temrezov, alle Russland |
| 2006 | 1.     | Intern. Turnier in Kiew                                | Mittel         | vor Sergei Witkowski und Jewgeni Kolomijez, beide Russland, und Murad Hajdarau, Belarus |
| 2006 | 3.     | Asienmeisterschaft in Almaty                           | Mittel         | hinter Tschagnaadordschiin Gandsorig, Mongolei, und Zaurbek Soxiyev, Usbekistan, vor Majid Khodaei, Iran |
| 2006 | 5.     | Usbekistan Independence Golden Grand Prix in Taschkent | Mittel         | hinter Muhammed Lawal, USA, Rewas Mindoraschwili, Georgien, Abdul Ammayev, Usbekistan, und Murad Hajdarau |
| 2007 | 12.    | WM in Baku                                             | Mittel         | mit Siegen über Kimuli Joseph Ntege, Uganda, und Imants Lagodskis, Lettland, und einer Niederlage gegen Serhat Balcı, Türkei                                                                                   |
| 2008 | 5.     | Olympia-Qualifikationsturnier in Martigny/Schweiz      | Mittel         | hinter Novruz Temrezov, Aserbaidschan, Tschagnaadordschiin Gandsorig, Harutjan Jenokjan, Armenien, und Roilandi Zúñiga Herrera, Kuba                                                                           |
| 2008 | 2.     | Olympia-Qualifikationsturnier in Warschau              | Mittel         | hinter Taras Danko, Ukraine, und vor Radosław Horbik, Árpád Ritter und Piotr Ianulov, Moldawien |
| 2008 | 13.    | OS in Peking                                           | Mittel         | nach einer Niederlage gegen Zaurbek Soxiyev |

Anm.: alle Wettbewerbe im freien Stil, OS = Olympische Spiele, WM = Weltmeisterschaft, EM = Europameisterschaft, Weltergewicht, bis 2001 bis 76 kg, ab 2002 bis 74 kg KG, Mittelgewicht, ab 2002 bis 84 kg KG